# Trans-Atlantische driehoekshandel

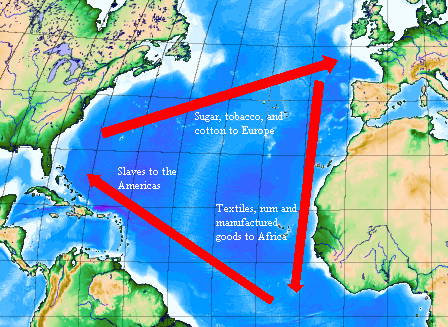
Driehoekshandel

De driehoekshandel of driehoeksvaart was de handel tussen Europa, Amerika en Afrika. Schepen vertrokken uit West-Europa met als handelswaar vooral vuurwapens, buskruit, ijzer en textiel. Die werd in West-Afrika met de plaatselijke machthebbers en Afrikaanse en Arabische slavenhandelaren geruild voor slaven, goud en ivoor. 
Vanuit West-Afrika vertrokken schepen met slaven vervolgens via de Middenpassage naar Noord-Amerika of het Caribische gebied. De omstandigheden van de slaven waren tijdens de reis erbarmelijk en velen stierven. De slaven werden in Amerika verkocht als plantagearbeiders. De schepen vertrokken uit Noord-Amerika en het Caribische gebied naar West-Europa met luxegoederen zoals suiker, rum, koffie, katoen, zilver en tabak.

## Nederlandse handel
De handel werd onder andere bedreven door de Nederlandse West-Indische Compagnie. De handel tussen Nederland en de Atlantische wereld kwam tot stand door het grote offensief van de West-Indische Compagnie tegen de Iberische grootmachten, de Portugese macht in de Zuidelijke Atlantische Wereld en tegen de Spaanse Cariben.  Na het verkrijgen van het monopolie op de Atlantische handel werd de West-Indische Compagnie de belangrijkste handelaar op de Goudkust, waar de Compagnie opereerde vanuit Fort Nassau in Ghana. Tevens werd het fort gebruikt voor de handel in paradijskorrel en ivoor. Ten noorden van de Goudkust handelde de West-Indische Compagnie in Senegal, Gambia en Sierra Leone. Elmina was nog steeds in bezit van de Portugezen.
Het offensief van de West-Indische Compagnie had wel een verstorende invloed op de export vanuit West-Afrika van slaven en goud naar de Atlantische Wereld, door de vijandigheden tussen de Iberische grootmachten en de Republiek. De Goudkust was de belangrijkste regio voor de West-Indische Compagnie. Door de grootste schepen in te zetten voor de handel werden hiermee ook de grootste omzetten behaald. De West-Indische Compagnie legde zich pas in 1634 op grotere schaal toe op de lucratieve slavenhandel. Waar de slavenhandel van de West-Indische Compagnie zich eerst concentreerde op Spaans Amerika werd de handel verlegd naar Brazilië.  De Nederlandse slavenhandel vond vooral plaats vanaf de verovering in 1637 van het fort Elmina aan de kust van het huidige Ghana en duurde tot het jaar 1808.
Na 1645 is de handelsgroei het grootste door de vermeerdering van de slavenexport naar het 'tweede' Brazilië dat vanaf 1645 is gecreëerd met de Franse en Engelse Antillen. De omvang van de handel tussen West-Afrika en de Atlantische wereld is gebaseerd op de cijfers in de handelsoverzichten over de periode 1632-1636 van Johannes de Laet, bewindvoerder van de West-Indische Compagnie.  
De in deze handelsoverzichten gebruikte cijfers moeten wel in het juiste perspectief worden geplaatst, omdat in de gebruikte data geen rekening is gehouden met de gemaakte kosten bij het moment van productie en de waarde van goederen op het moment van verkopen. Onder deze kosten moeten niet alleen de transportkosten maar ook de verzekeringskosten, krediet- en dervingskosten worden gerekend, waardoor de uiteindelijke handelsgroei minder groot was dan aanvankelijk werd aangenomen. Tevens speelden de militaire verliezen in Angola en Brazilië door gevechten tussen de Republiek en Portugese militairen in de periode 1645-1654 een rol met een negatieve impact op de handel.

### Slavenhandel
Het monopolie van de West-Indische Compagnie op de Atlantische handel wordt traditioneel beschouwd als het belangrijkste instrument in een van de belangrijkste componenten van de handel: de trans-Atlantische slavenhandel tussen West-Afrika en de Atlantische Wereld. Hierin is echter ook een grote rol weggelegd voor particuliere handelaren. De handel in slaven vergde grote investeringen in verzekeringen, het kopen van vracht, de betaling van zeelieden en commerciële tussenpersonen. Hiervoor was een groot netwerk van expertise en contacten nodig over een groot geografisch gebied. Voor de oprichting van de West-Indische Compagnie in 1621 was de slavenhandel in handen van particuliere kooplieden, na het octrooi was deze periode van vrijhandel voorbij. Dit leidde tot veel tegenstand van de kooplieden die investeringen hadden gedaan in Braziliaanse suikerplantages, in de zouthandel met Zuid-Amerika en in de Afrikaanse goud-, ivoor- en slavenhandel. Tevens zorgde het militaire karakter van de West-Indische Compagnie voor veel verstoring van de activiteiten in deze regio’s, met verslechterende suikerproductie en verminderde aanvoer van slaven naar Nederlands Brazilië. Door de financiële tegenslagen van militaire campagnes ontstonden geldtekorten om de slavenhandel operationeel te houden in Brazilië, West-Afrika, de Cariben en Noord-Amerika. Dit leidde tot het openen van de slavenhandel in 1648 voor particuliere kooplieden uit de Republiek voor de handel van Angola naar Brazilië, De Cariben en Spaans Amerika. De opening in het beleid van de West-Indische Compagnie zorgde voor kansen voor kooplieden uit de Republiek in de slavenhandel tot het failliet van de West-Indische Compagnie in 1674.